# Resistenzgen
Resistenzgene sind Gene, die vor allem bei Bakterien und Hefen auf Plasmiden lokalisiert sind und für Faktoren codieren, die die Zellen gegenüber beispielsweise Antibiotika und Schwermetallen widerstandsfähig machen. Mikrobiologie und Gentechnik verwenden häufig Antibiotika-Resistenzgene als selektive Marker für den Nachweis von Vektoren.
Als Resistenzgene werden auch pflanzliche Gene bezeichnet, die Resistenz gegen Pflanzenpathogene vermitteln. In der grünen Gentechnik werden häufig Gene eingebracht, um Resistenzen gegen Herbizide oder Schädlinge zu vermitteln.